# Jan Ruiter
Jan Ruiter (* 24. November 1946 in Enkhuizen) ist ein niederländischer ehemaliger Fußballtorhüter, der als Profi vor allem in der ersten belgischen Division aktiv war. Mit dem RSC Anderlecht gewann er 1976 den Europapokal der Pokalsieger und gehörte in dieser Zeit dem Kader der niederländischen Nationalmannschaft an.

## Vereinskarriere

### Enkhuizen und Volendam, bis 1971
Den Grundstein für seine Torhüterlaufbahn legte Ruiter an der Friedhofsmauer seiner Heimatstadt am IJsselmeer: er preschte Bälle vor die Steine und fing sie beim Zurückprallen auf; er warf Bälle durch die Beine nach hinten und schnappte sie im Umdrehen noch vor einer imaginären Torlinie – „Tausende Male muss ich das geübt haben,“ sagte er später. Mit zehn Jahren schloss er sich erstmals einem Verein an, der vv DINDUA in Enkhuizen; mit siebzehn wechselte er zum FC Volendam. Hier konnte er sich zunächst nicht durchsetzen und spielte bereits mit dem Gedanken, die Fußballschuhe an den Nagel zu hängen. Doch er blieb hartnäckig und konnte sich schließlich in die erste Mannschaft spielen. Mit het andere Oranje, dem wie die Nationalmannschaft in orangefarbenem Dress auflaufenden Team stieg er 1967 in die Eredivisie auf. Zwei Spielzeiten konnten sich die Nordholländer in der höchsten Spielklasse halten; in der zweiten Saison war Ruiter die Nummer eins im Tor. Nach dem Abstieg 1969 folgte 1970 der direkte Wiederaufstieg. Ein weiteres Jahr als Stammtorwart in der Ehrendivision machte Trainer Georg Keßler auf Ruiter aufmerksam, der ihn 1971 für eine Ablösesumme von 650.000 Gulden zum RSC Anderlecht holte.

### RSC Anderlecht, 1971 bis 1977

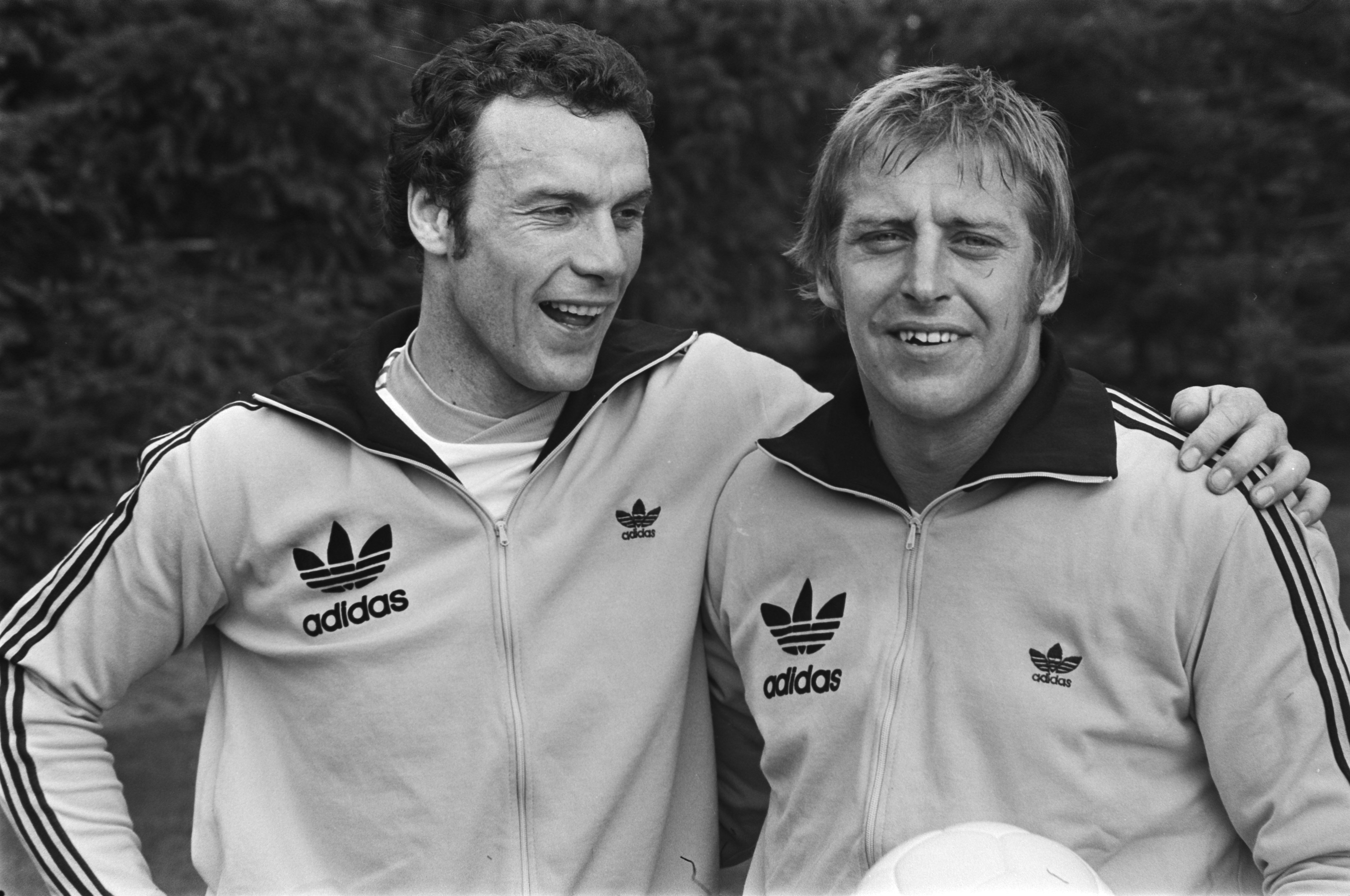
Jan Ruiter (links) mit Piet Schrijvers (1976)

Die Saison 1971/72 war der Beginn der erfolgreichen Ära des belgischen Klubs. Keßler baute um die Altstars Julien Kialunda und Georges Heylens in der Verteidigung sowie Paul Van Himst und dem Niederländer Jan Mulder in der Offensive mit den Neueinkäufen Ruiter, dessen Landsmann Rob Rensenbrink, den Belgiern Jean Dockx, Jan Verheyen – der gerade mit Beerschot VAC Pokalsieger geworden war – und dem aus der eigenen Jugend langsam an die erste Elf herangeführten 17-jährigen Stürmer François Vander Elst eine neue Mannschaft auf, die am Ende der Spielzeit das Double gewann. In der folgenden Saison trennte sich Anderlecht von Keßler, unter Interimstrainer Hippolyte Van den Bosch wurde die Mannschaft jedoch erneut Pokalsieger. Mit Urbain Braems als Verantwortlichem konnten Anderlecht und Ruiter in der Saison 1973/74 eine weitere Meisterschaft und 1975 erneut den Pokalsieg verbuchen.
Im Sommer 1975 übernahm der niederländische Trainer Hans Croon die Mannschaft. Mit ihm kamen zwei weitere Niederländer, Peter Ressel und Arie Haan, sowie Franky Vercauteren ins Team, das zum vierten Mal innerhalb von fünf Jahren den belgischen Pokal gewann und im Europapokal der Pokalsieger 1975/76 – mit zwei Siegen über Sachsenring Zwickau im Halbfinale – bis ins Finale vordrang. Ruiter musste im Endspiel, im Brüsseler Heysel-Stadion gegen West Ham United zwar zwei Treffer hinnehmen, doch letztlich gewannen die Belgier klar mit 4:2 – der Schlusspfiff dieses Spiels sei eine seiner schönsten Erinnerungen, sagte Ruiter später.
In den Spielen um den europäischen Supercup, fast vier Monate später, gegen den FC Bayern München erzielte Gerd Müller drei Tore gegen Ruiter; doch sicherte Anderlecht sich letztlich mit einem ungefährdeten 4:1-Sieg im Rückspiel den Titel. Zu dieser Zeit hatte bereits Raymond Goethals, zuvor Trainer der belgischen Nationalmannschaft, das Traineramt beim RSCA übernommen. Mit ihm überwarf Ruiter sich und wurde sogar zeitweilig vereinsintern gesperrt. Wie wichtig er war, zeigte sich jedoch, als Goethals die Sperren immer wieder schnell aufhob. Ruiter kam so noch zu seinem zweiten Europapokalfinale, das allerdings durch einen Foulelfmeter von Schorsch Volkert und einen Treffer von Felix Magath in den Schlussminuten mit 0:2 verloren ging.

### RWD Molenbeek, Beerschot und Antwerpen, 1977 bis 1985
Zur Saison 1977/1978 wechselte Ruiter zu RWD Molenbeek. Der Brüsseler Club hatte gerade mit dem Einzug ins Halbfinale des UEFA-Pokals seinen größten internationalen Erfolg gefeiert, der in der Folgesaison mit Ruiter nicht wiederholt werden konnte; schon in der zweiten Runde kam nach zwei 1:1-Unentschieden das Aus gegen den FC Carl Zeiss Jena im Elfmeterschießen. Bis 1983 spielte Ruiter für den RWDM unter Trainern wie Cor Brom und seinem ehemaligen RSCA-Mannschaftskameraden Jean Dockx bei RWDM, anschließend war er jeweils ein weiteres Jahr bei Beerschot VAC und bei Royal Antwerpen aktiv.

### Stationen
im Herrenfußball
- FC Volendam (1967–1969 und 1970/71: Eredivisie, 79 Einsätze/0 Tore; 1969/70: Eerste divisie)[1]
- RSC Anderlecht (1971–1977, Erste Division, 179 Einsätze/0 Tore)
- RWD Molenbeek (1977–1983, Erste Division, 185 Einsätze/0 Tore)
- K Beerschot VAC (1983/84, Erste Division, 23 Einsätze/0 Tore)
- Royal Antwerpen (1984/85, Erste Division, 22 Einsätze/0 Tore)
- DIV V Ternat (1985/86, Unterklassigkeit/Amateurfußball)

## Nationalmannschaft
Schon in seiner Zeit in Volendam war Jan Ruiter in niederländische Jugendnationalmannschaften berufen worden. Im Jahr 1976 gehörte er zum Kader der niederländischen Nationalmannschaft und saß in mehreren Spielen als zweiter Torhüter hinter Piet Schrijvers auf der Bank, unter anderem bei der Europameisterschaft 1976 in Jugoslawien. Lediglich einmal kam Ruiter in Oranje zum Einsatz: im ersten Spiel unter dem neuen Bondscoach Jan Zwartkruis nach der EM. Im WM-Qualifikationsspiel in und gegen Island am 8. September 1976 stand er beim 1:0-Sieg die gesamten 90 Minuten zwischen den Pfosten. Danach verzichtete Zwartkruis auf ihn. Grund war, wie sich später herausstellte, der Streit mit RSCA-Trainer Goethals, den Ruiter Anfang 1977 in einem Zeitungsinterview heftig kritisierte. Goethals und Anderlecht-Präsident Constant Vanden Stock hatten Zwartkruis danach unter Druck gesetzt: Wenn er Ruiter aufstelle, würde der RSCA Rensenbrink und Haan keine Freigabe für die Elftal erteilen.

## Trainer
Ruiter ging nach der aktiven Laufbahn in seinen gelernten Beruf zurück, arbeitete jedoch nebenher als Trainer bei einem kleineren Verein in Belgien, Ternat en Lembeek. Später war er Trainer des Zweitligisten Berchem Sport und Trainerassistent bei KV Kortrijk und Eendracht Aalst.

## Erfolge
- Europapokal der Pokalsieger: 1976
- UEFA Super Cup: 1976
- Belgischer Meister: 1972, 1974
- Belgischer Pokalsieger: 1972, 1973, 1975, 1976

## Nach der aktiven Laufbahn
Neben seiner Tätigkeit als Trainer arbeitete er wieder im erlernten Beruf als Zimmerer. 1990 gab er den Fußball völlig auf und ging zurück in die Niederlande, um dort auf dem Bau zu arbeiten. Er hielt sich aus Gesprächen über Fußball raus, wollte nicht, dass die jungen Mitarbeiter von seiner Karriere mit den Höhepunkten Europapokalsieg und Nationalelf erfahren, da sie keinen Respekt mehr hätten: 

„Als ein Kollege mal erwähnte, dass ich bei Anderlecht gespielt habe, meinte so ein junger Bursche doch, dann müsste ich doch wohl sicher auch seinen Vater kennen, der hätte nämlich mal bei Real Madrid gespielt.“

## Familie
Sein Neffe Robbin Ruiter (* 1987) ist ebenfalls Fußballtorwart und spielt aktuell für den niederländischen Erstligisten SC Cambuur.